# Myxilla ancorata
Myxilla ancorata är en svampdjursart som först beskrevs av Jacqueline Cabioch 1968.  Myxilla ancorata ingår i släktet Myxilla och familjen Myxillidae. Inga underarter finns listade i Catalogue of Life.